# Broadway Daddies (1928)

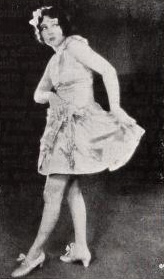
Jacqueline Logan en el paper de ballarina de cabaret en un fotograma de la pel·lícula

Broadway Daddies és una pel·lícula muda nord-americana, dirigida per Fred Windemere i interpretada per Jacqueline Logan, que es va estrenar el 7 d'abril de 1928. A Espanya es va distribuir amb el títol de "Rosalinda".

## Repartiment
- Jacqueline Logan (Eve Delmar)
- Alec B. Francis (John Lambert Kennedy)
- Rex Lease (Richard Kennedy)
- Phillips Smalley (James Leech)
- De Sacia Mooers (Fay King)
- Clarissa Selwynne (Mrs. Winthrop Forrest)
- Betty Francisco (Agnes Forrest)

## Argument
Eve Delmar, una ballarina de club nocturn, ha d'esquivar diferents pretendents, rics i poderosos, ja que està enamorada de Richard Kennedy, al qual creu pobre però ambiciós. En realitat, Richard és fill d'un empresari adinerat però utilitza un trajo desgastat i porta pocs diners a sobre per posar a prova l'amor d'Eve. Un dia, la seva fotografia apareix en un article de la secció de societat i Eve descobreix l'engany. Despitada, Eve concerta una cita amb Jimmy Leech, el més poderós i ric de tots els seus pretendents, però a la vegada el més repulsiu. Leech es comporta de forma molt grollera i finalment Eve retorna amb Richard.